# Waiting for the Sun
Waiting For The Sun је трећи албум америчке рок групе The Doors, издат 13. јула 1968. године.

## Списак песама
1. - 2:13
2. - 2:48
3. - 3:53
4. - 3:19
5. - 1:51
6. - 3:21
7. - 2:56
8. - 2:50
9. - 2:21
10. - 2:35
11. - 4:24